# Pfarrkirche Neuhaus (Kärnten)

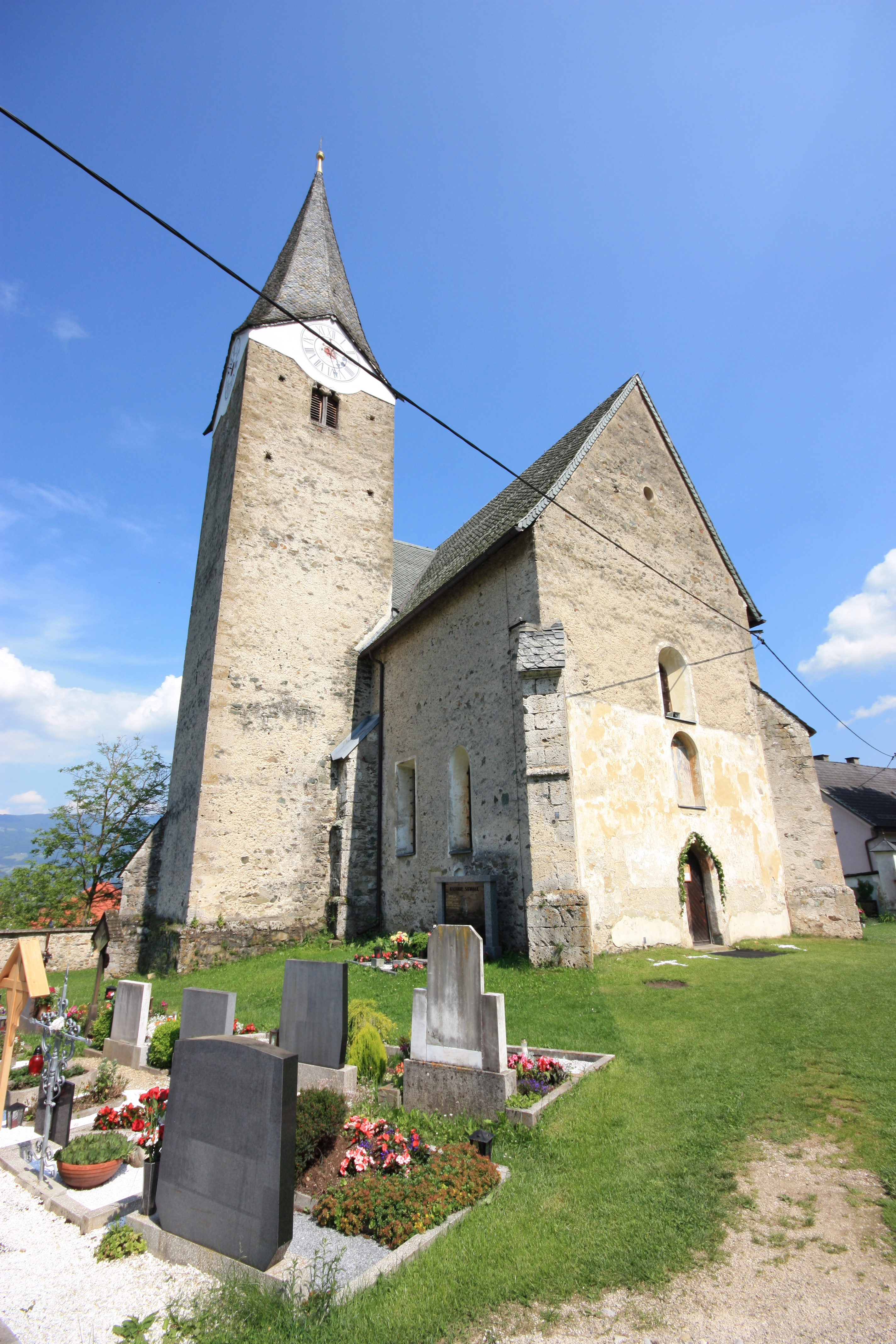
Kath. Pfarrkirche Hl. Jakobus in Neuhaus

Die Pfarrkirche Neuhaus/Suha steht im Ort Neuhaus / Suha in der zweisprachigen Gemeinde Neuhaus im Bezirk Völkermarkt in Kärnten. Die Pfarrkirche ist dem hl. Jakobus dem Älteren geweiht und gehört zum Dekanat Bleiburg/Pliberk in der Diözese Gurk-Klagenfurt. Kirche und Friedhof stehen unter Denkmalschutz.

## Geschichte
Eine Kirche und Pfarre wurden 1408 urkundlich genannt. Die Kirche wurde wohl in der zweiten Hälfte des 14. Jahrhunderts erbaut. 

## Bauwerk

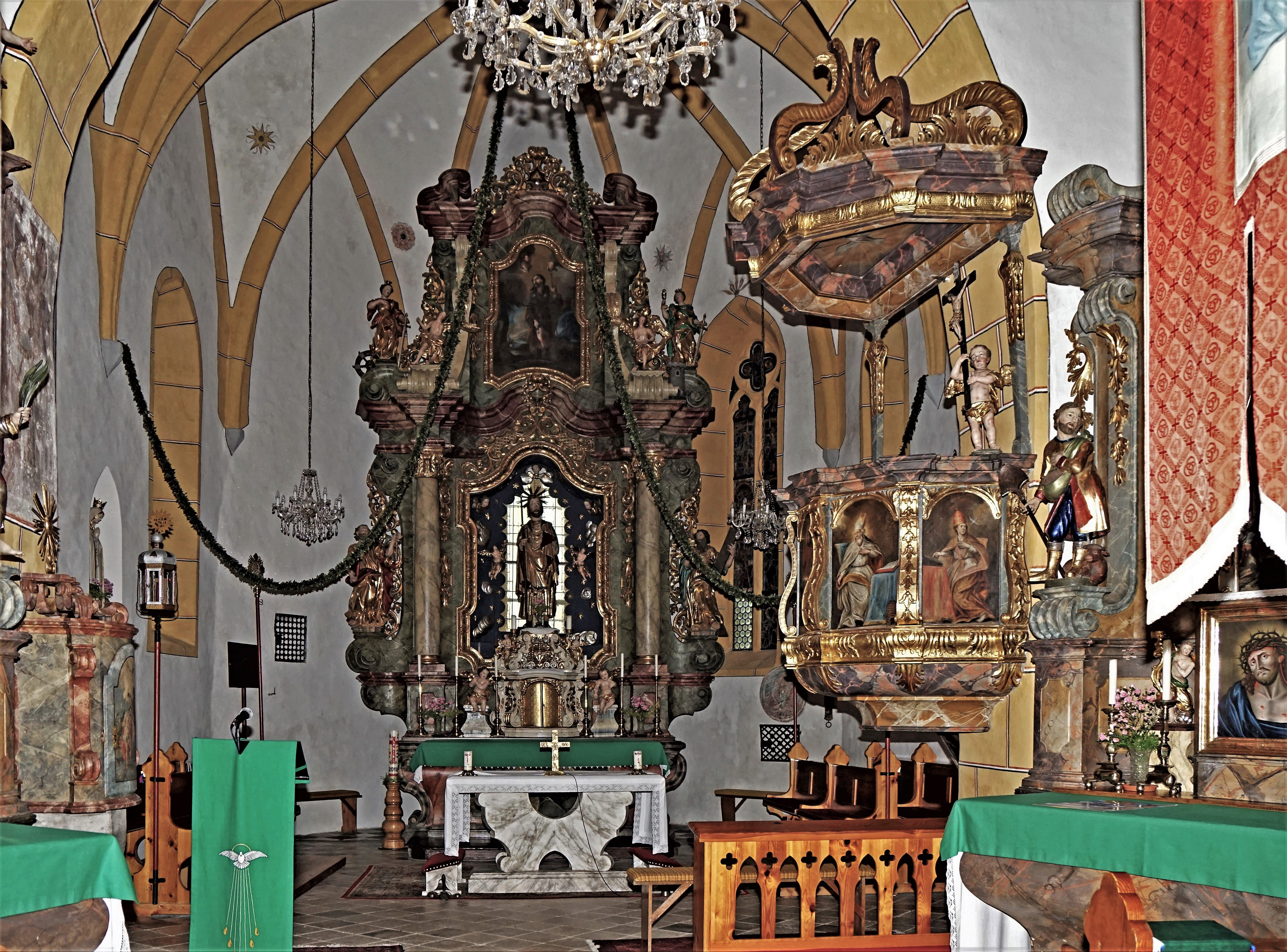
Innenansicht

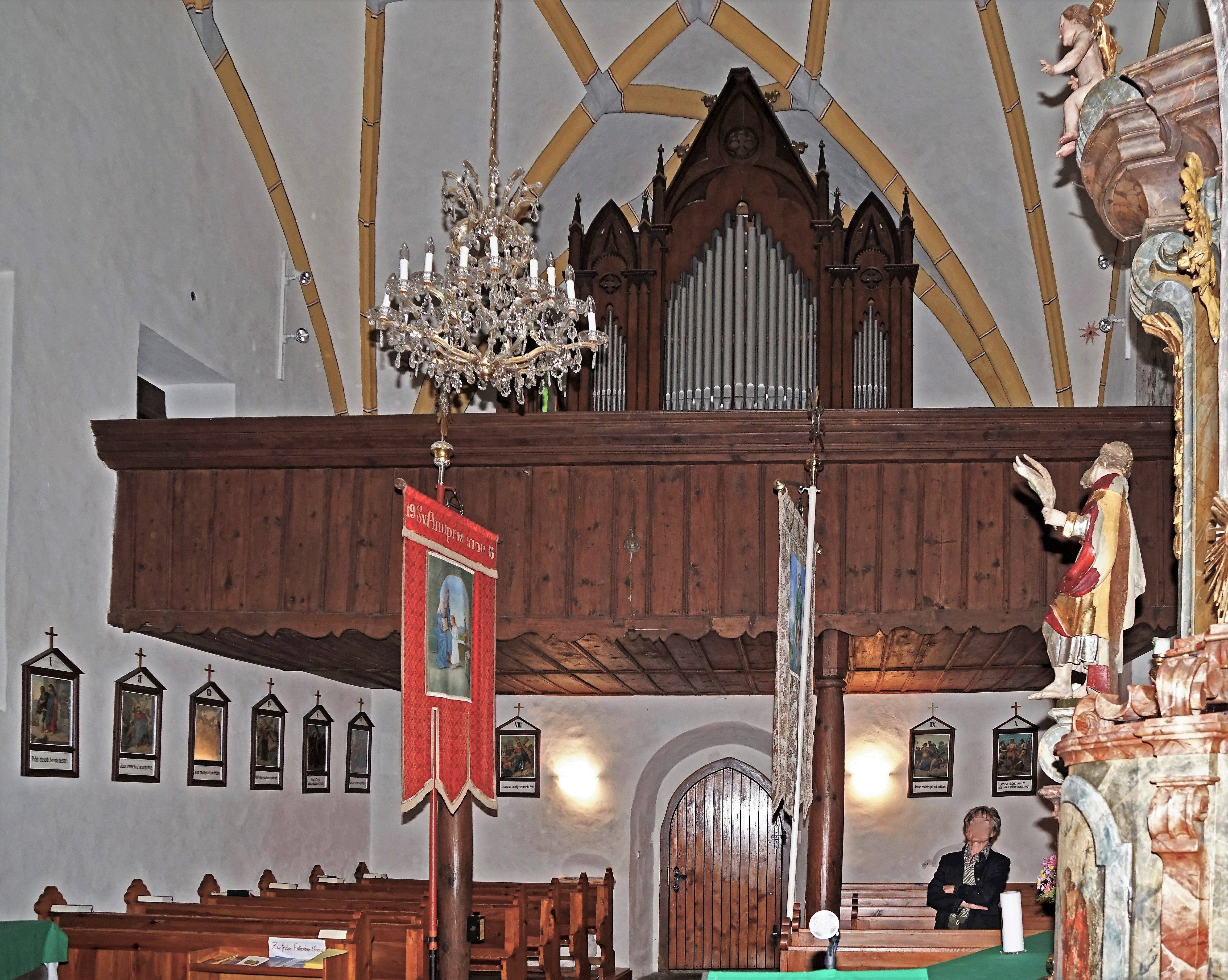
Die Orgelempore

Der gotische Kirchenbau hat einen Turm an der Nordseite des Chores. Die Schallfenster des Turmes haben Maßwerknasen. Die Strebepfeiler am Langhaus sind zweifach abgestuft, die Strebepfeiler am Chor dreifach. Das Westportal ist spitzbogig. An der Südseite des Langhauses ist westlich ein offener Emporenaufgang angebaut und östlich auch an der Südseite des Chores steht ein barocker Anbau einer Sakristei mit einem darüberliegenden Oratorium. Unter dem Chor befindet sich ein Beinhaus. Außen an der südöstlichen Chorschräge sind Freskenreste aus dem Anfang des 15. Jahrhunderts.
Das einjochige quadratische Langhaus hat ein spätgotisches Sternrippengewölbe auf Konsolen aus dem ersten Drittel des 16. Jahrhunderts. Der spitzbogige Triumphbogen ist oben mit einem gemalten Meisterzeichen und 1530 bezeichnet. Der einjochige Chor mit einem Fünfachtelschluss hat ein Kreuzrippengewölbe auf Konsolen. Die Maßwerkfenster haben Glasmalereien aus dem Anfang des 15. Jahrhunderts, im Ostfenster Schmerzensmann in einem Vierpass, vier Scheiben zeigen Jesus unter den Schriftgelehrten, Christus am Ölberg, Geißelung Christi, Kreuzigung Christi, weiteres einen hl. Bischof mit einem Deutschordensritter, Jakobus der Ältere, eine Scheibe mit einer Stifterin, im Südostfenster Madonna in einem Vierpass und ornamentale Nonnenfüllungen. Die westliche Empore ist aus Holz.
Gotische Wandmalerei: In Medaillons an der Nordwand und der Südostschräge des Chores mit Halbfiguren die Apostel Bartholomäus und Paulus (um 1400). In einem hochrechteckigen Bildfeld an der Triumphbogenlaibung hl. Florian aus der Mitte des 15. Jahrhunderts. Als monumentale Darstellung an der Nordwand des Langhauses der Zug der Könige und die Anbetung der Könige aus dem zweiten Viertel des 15. Jahrhunderts, teils durch barocke Fensterausbrüche zerstört.

## Einrichtung

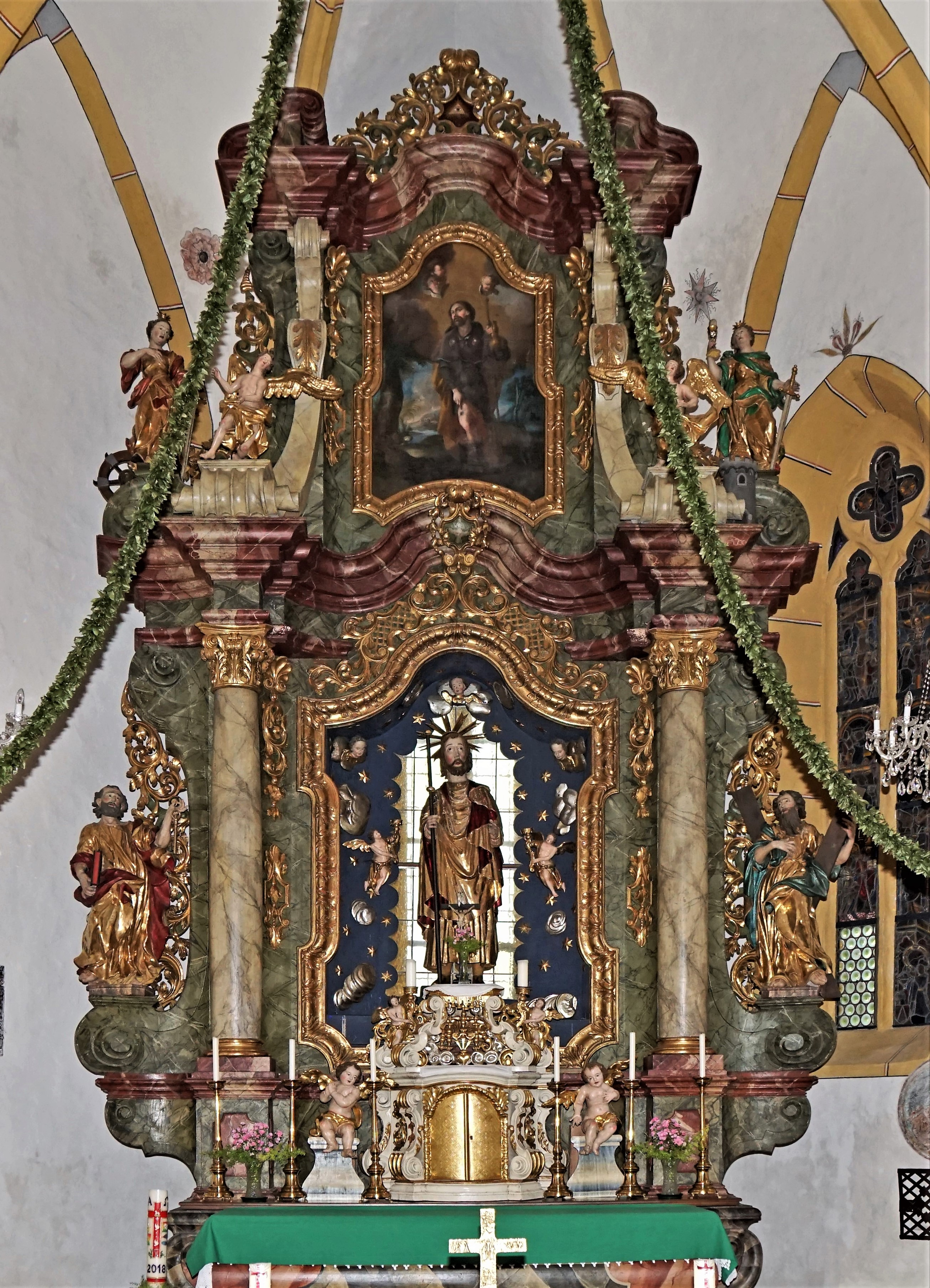
Der Hochaltar

Die barocken Altäre und die barocke Kanzel sind aus der Mitte des 18. Jahrhunderts. Im durchbrochenen Schrein des Hochaltars steht eine Schnitzfigur Jakobus des Älteren aus der Mitte des 14. Jahrhunderts. Die weiteren Schnitzstatuen Peter und Paul, Katharina und Barbara schuf laut Inschrift an der Tabernakelrückseite Johann Christian Schaden (1751). Das Aufsatzbild zeigt den hl. Rochus. Bekrönt wird der Altar durch ein kleines Auge der Vorsehung.
Im Schrein des linken Seitenaltares steht eine Madonna mit Kind. Das Altarblatt des rechten Seitenaltares zeigt den hl. Laurentius, gemalt von J. A. Strauss (um 1755). Die Felder des Kanzelkorbes zeigen gemalte Darstellungen von Christus und den Kirchenvätern.
Hinter dem Hochaltar befindet sich ein großformatiges Ölleinwandbild Krönung Mariens mit Heiligen und Stiftern aus der zweiten Hälfte des 17. Jahrhunderts. Auf einem Ölbild aus der Mitte des 18. Jahrhunderts ist der hl. Johann Nepomuk dargestellt.

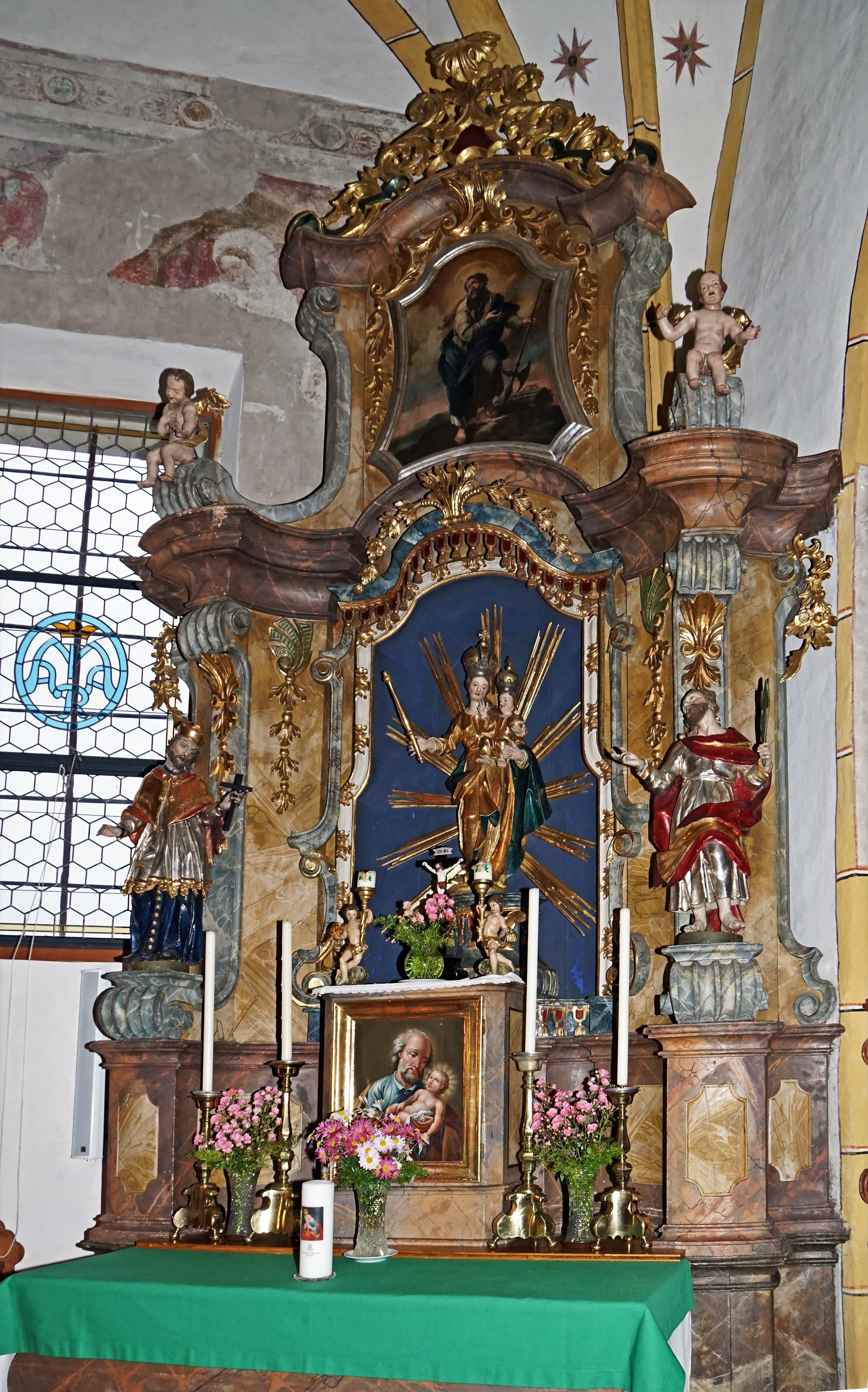
Linker Seitenaltar
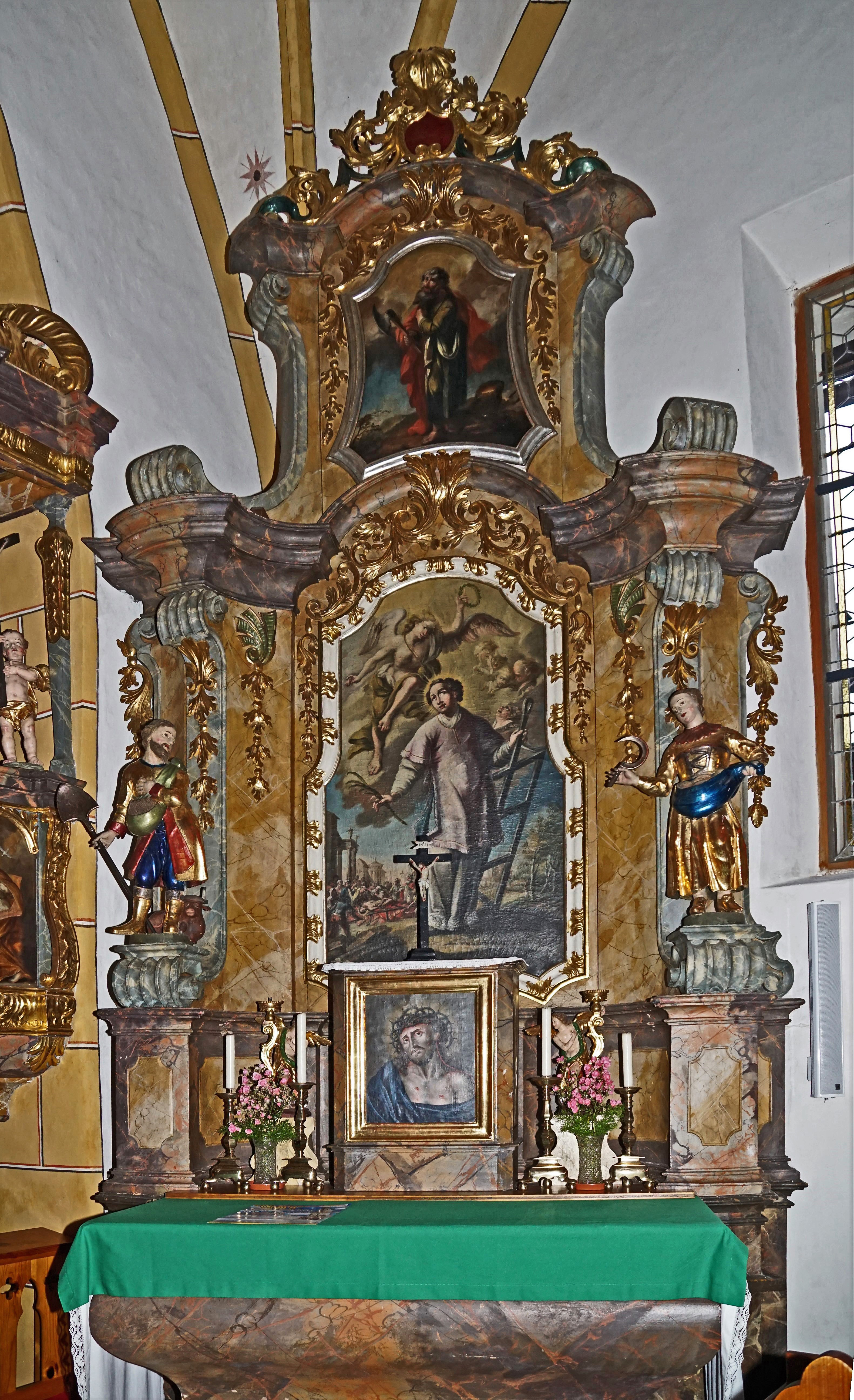
Rechter Seitenaltar
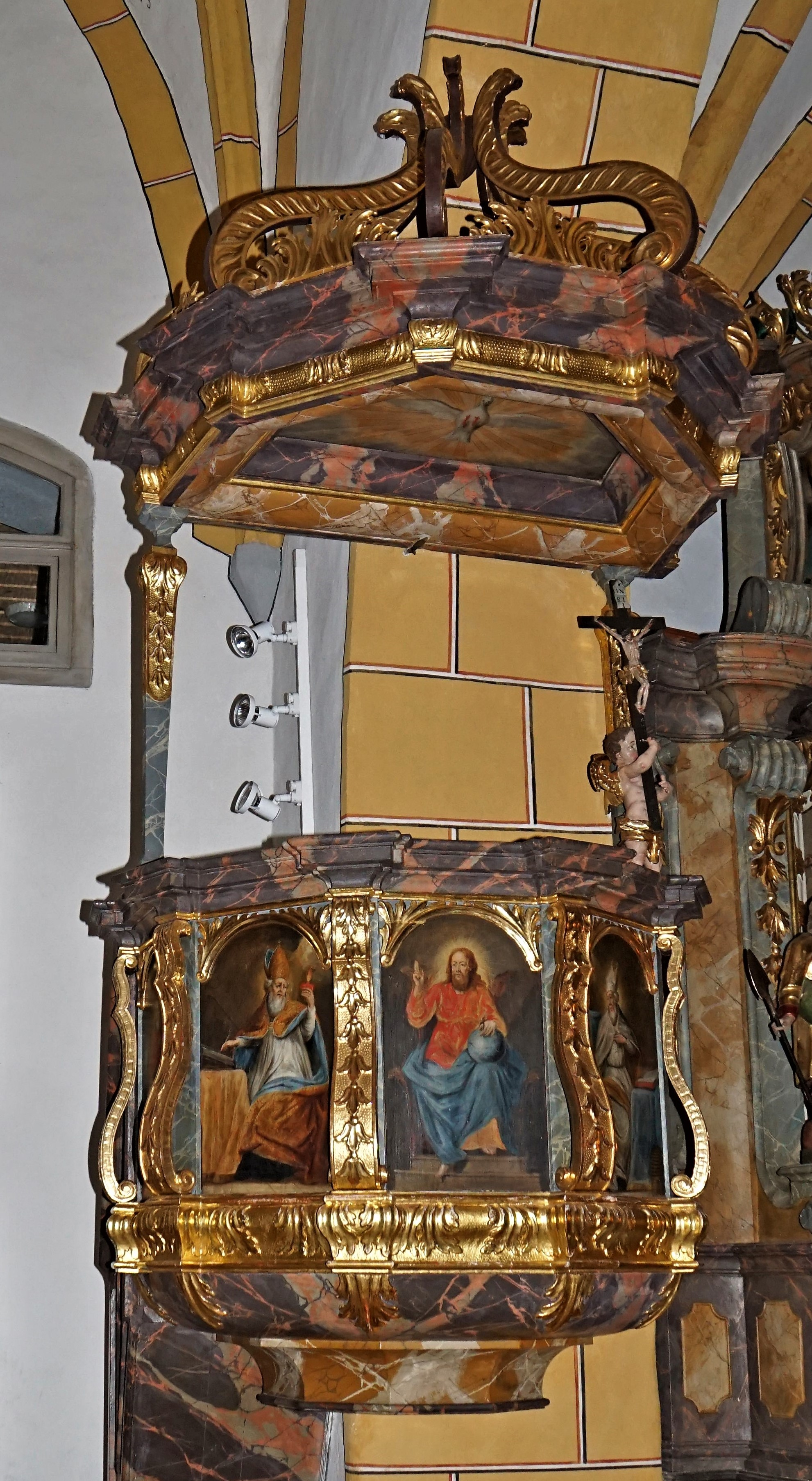
Die barocke Kanzel

## Glocken
Eine Glocke ist mit Urban Fiering 1539 bezeichnet. Eine Glocke ist mit Georg Fiering 1611 bezeichnet.